# Karanovac
Karanovac je naseljeno mjesto u sastavu općine Bosansko Petrovo Selo, Republika Srpska, BiH.

## Povijest
Karanovac se do rata nalazio u sastavu općine Gračanica.

## Stanovništvo
| Karanovac          |                |              |              |
| godina popisa      | 1991.          | 1981.        | 1971.        |
| Srbi               | 1.112 (94,39%) | 946 (91,84%) | 904 (96,89%) |
| Hrvati             | 12 (1,01%)     | 7 (0,67%)    | 8 (0,85%)    |
| Muslimani          | 6 (0,50%)      | 10 (0,97%)   | 8 (0,85%)    |
| Jugoslaveni        | 28 (2,37%)     | 57 (5,53%)   | 0            |
| ostali i nepoznato | 20 (1,69%)     | 10 (0,97%)   | 13 (1,39%)   |
| ukupno             | 1.178          | 1.030        | 933          |